# 相楽台
相楽台（さがなかだい）は、京都府木津川市の地名。現行行政地名は相楽台一丁目から相楽台九丁目。当該地名を除き『相楽』を『そうらく』と読むため、難読地名にあたる。

## 地理
木津川市西南部に位置する。北西で相楽郡精華町桜が丘、北で精華町大字山田、東で相楽、南東の水路上の一点で奈良市左京、南で奈良市朱雀、南西で奈良市右京、西で兜台と隣接する。相楽都市計画事業相楽土地区画整理事業で造成された相楽ニュータウンが多くを占める。また、木津川市建築協定条例及び施行細則によって規定される建築協定書が結ばれている地域を持つ（相楽台9丁目15番建築協定書）。
一丁目から九丁目までが設置されているが、四丁目の住民登録者はない。また三丁目の殆どが相楽リサーチパークで占められているため、人口は僅かである。北側に荒神塚池があるが、これは隣接する大字相楽小字荒神塚にあたる。

相楽台5丁目

## 歴史
- 1985年（昭和60年） - 地名が「相楽台」に決まる。
- 1993年（平成5年）4月1日 - 木津川市立相楽台小学校が木津川市立高の原小学校から分離し開校。
- 2007年（平成19年）5月1日 - イオン高の原ショッピングセンター（現：イオンモール高の原）が開業。

## 世帯数と人口
2019年（令和元年）9月30日現在の世帯数と人口は以下の通りである。
| 丁目         | 世帯数    | 人口    |
| ------------ | --------- | ------- |
| 相楽台一丁目 | -         | 681人   |
| 相楽台二丁目 | -         | 648人   |
| 相楽台三丁目 | -         | 16人    |
| 相楽台四丁目 | -         | 0人     |
| 相楽台五丁目 | -         | 748人   |
| 相楽台六丁目 | -         | 474人   |
| 相楽台七丁目 | -         | 826人   |
| 相楽台八丁目 | -         | 957人   |
| 相楽台九丁目 | -         | 653人   |
| 計           | 2,063世帯 | 5,003人 |

### 人口の変遷
国勢調査による人口の推移。
| 2010年（平成22年） | 4,364人 | [ 7 ] |  |
| 2015年（平成27年） | 4,397人 | [ 8 ] |  |

### 世帯数の変遷
国勢調査による世帯数の推移。
| 2010年（平成22年） | 1,563世帯 | [ 7 ] |  |
| 2015年（平成27年） | 1,702世帯 | [ 8 ] |  |

## 交通

### 鉄道
- 近鉄京都線 - 地内に駅はないが、南の奈良市朱雀に設置された高の原駅、北の相楽郡精華町大字山田に設置された山田川駅が利用できる。

### バス
きのつバスが走っている。
| 路線名       | 系統 | 停留所                                         |
| ------------ | ---- | ---------------------------------------------- |
| 鹿背山       | 木-2 | 相楽台西、UR都市機構前、相楽台小学校、相楽台東 |
| 木津川台住宅 | 木-3 | 相楽台北                                       |

### 道路
- 京奈和自動車道 - 地内に出入口はなく、最寄りのインターチェンジは精華町桜が丘の山田川インターチェンジになる。
- 京都府道22号八幡木津線
- 京都府道328号相楽台桜が丘線
- 京都府道327号相楽台相楽線

## 施設

木津川市立相楽台小学校

- 木津川市立相楽台小学校
- 木津川市立相楽台保育園
- 松下資料館
- 福寿園CHA研究センター
- きんでん京都研究所
- 二条丸八セレモニー研究所
- 木津警察署相楽交番
- 木津川市立木津学校給食センター
- 木津川市相楽老人福祉センター
- 高の原駅東第2団地
- 徳念寺
- イオンモール高の原

## 公園
- 相楽台1号公園（さがらか山公園）
- 相楽台2号公園（みはらし台公園）
- 相楽台3号公園（まびさし公園）
- 大里公園
- 音浄ヶ谷公園
- 土師山公園

## その他

### 日本郵便
- 郵便番号 : 619-0223[3]（集配局：山城木津郵便局[9]）。